# Futbalový štadión Humenné
Futbalový štadión Humenné – stadion piłkarski w mieście Humenné, na Słowacji. Obiekt powstał w połowie lat 70. XX wieku, w latach 2015–2018 został przebudowany. Może pomieścić 1806 widzów. Swoje spotkania rozgrywają na nim piłkarze klubu FK Humenné.

## Historia
Stadion powstał w połowie lat 70. XX wieku. Gospodarzem obiektu został klub piłkarski Chemlon Hummené (później pod nazwami HFC Hummené i ŠK Futura Hummené). W 1994 roku na stadionie rozegrano mecz o piłkarski Superpuchar Słowacji (Slovan Bratysława – Tatran Preszów 2:0). W latach 1993–2000 Chemlon Hummené występował w I lidze słowackiej. Jego największym sukcesem jest zdobycie Pucharu Słowacji w 1996 roku.
Dzięki wygraniu Pucharu, w sezonie 1996/1997 zespół występował w Pucharze Zdobywców Pucharów. W rundzie kwalifikacyjnej zmierzył się z albańskim Flamurtari Wlora (wygrane 1:0 na własnym stadionie i 2:0 na wyjeździe). W pierwszej rundzie trafił na grecki AEK Ateny. W pierwszym meczu na wyjeździe drużyna nieznacznie przegrała 0:1. W rewanżu, rozegranym 26 września 1996 roku na wypełnionym po brzegi stadionie w Humenném, Chemlon już w pierwszej minucie gry odrobił straty dzięki bramce strzelonej przez Pavola Diňę. W 11. minucie sędzia podyktował rzut karny dla gości, ale jedenastkę obronił bramkarz gospodarzy i nadal utrzymywał się wynik dający dogrywkę. W 18. minucie Grecy jednak wyrównali, a tuż przed przerwą wyszli na prowadzenie. Po zmianie stron wynik nie uległ już zmianie i tak zakończył się jedyny jak dotąd udział klubu z Humennégo w europejskich pucharach.
W 2015 roku klub z Humennégo (wówczas pod nazwą ŠK Futura Humenné) połączył się z Drustavem Svidník i drużyna przeniosła się do Svidníka. W miejsce poprzedniego zespołu powstał w Humenném nowy klub o nazwie FK Humenné.
W latach 2015–2018 przeprowadzono kompletną przebudowę stadionu. Zlikwidowana została bieżnia otaczająca boisko piłkarskie oraz otaczające ją trybuny, w tym zadaszona trybuna główna po stronie zachodniej. W zamian wybudowano dwie nowe, zadaszone trybuny, usytuowane bliżej boiska, wzdłuż linii bocznych. Pojemność stadionu została znacznie zredukowana, z 10 000 do 1806 widzów.